# Olaus Wormius
Olaus Wormius ou Ole Worm (Aarhus, Reino da Dinamarca e Noruega, 13 de maio de 1588 — Copenhague, Reino da Dinamarca e Noruega, 31 de agosto de 1654), foi um físico, historiador natural e antiquário dinamarquês. É conhecido por suas grandes contribuições à embriologia, por sua coleção de literatura nórdica antiga e seu estudo de inscrições rúnicas.

## Vida
Worm era filho de Willum Worm, prefeito de Aarhus, e tornou-se um rico devido à herança de seu pais. Johan Worm, avô de Ole Worm, um magistrado em Aarhus era um luterano que fugiu de Arnhem na Guéldria, enquanto esta estava sob controle católico.

Worm casou-se com Dorothea FIncke, a filha de um amigo e colega, Thomas Fincke. Thomas Fincke era um matemático e físico dinamarquês, inventor dos termos "tangente" e "secante" e professor da Universidade de Copenhague por mais de 60 anos.
Ole Worm era uma espécie de estudante perpétuo: após ir à escola de gramática de Aarhus, ele continuou seus estudos na Universidades de Marburgo, estudando teologia em 1605. Recebeu seu título de Doutor em Medicina pela Universidade da Basileia em 1611, e recebeu seu título de Mestre em Artes pela Universidade de Copenhague em 1617. O resto de sua carreira acadêmica ocorreu em Copenhague, onde ensinou latim, grego, física e medicina. Era o físico pessoal do Rei Cristiano IV da Dinamarca. Como um físico conhecido da época, ficou na cidade de Copenhague para auxiliar no combate à Peste Negra, que levou à sua própria morte, em 1654.

## Importância científica e cultural
Na medicina, as principais contribuições de Wormius foram na área da embriologia. Os ossos de Worm (pequenos ossos que cobrem os espaços no crânio) levam seu nome em honra a suas contribuições a esta área.
Wormius também é conhecido como um coletor de literatura primitiva em idiomas escandinavos. Também escreveu vários tratados sobre runas e colecionou textos escritos em alfabetos rúnicos. Em 1626 Wormius publicou seu Fasti Danici ou "Cronologia Dinamarquesa", que continha os resultados de suas investigações em tradições populares rúnicas. Em 1636 publicou Runir seu Danica literatura antiquissima, ("Runas: a mais antiga literatura dinamarquesa"), uma compilação de transcrições de textos em runas.

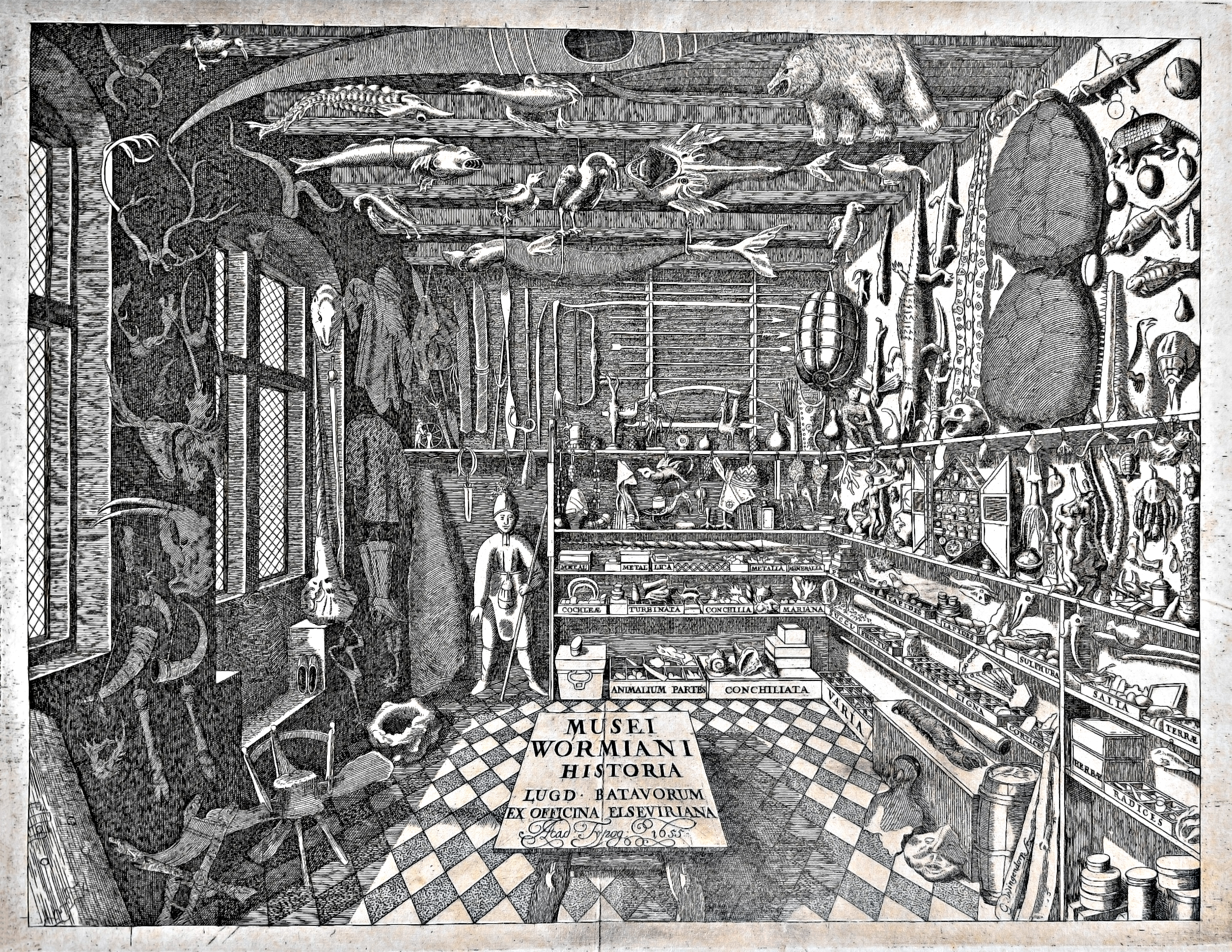
"Musei Wormiani Historia," Gabinete de curiosidades do Museum Wormianum.

Como naturalista, Wormius selecionou uma grande coleção em seu "Gabinete de curiosidades", que incluía desde artefatos nativos do Novo Mundo a animais dissecados ou fósseis, sobre os que especulou muito. Wormius compilou gravações de sua coleção assim como especulações sobre seu significado no catálogo de seu Museum Wormianum, publicado depois da sua morte, em 1654. Como cientista, Wormius está a meio caminho entre a ciência moderna e pré-moderna. Como exemplo, de uma forma moderna e empírica Wormius determinou que os unicórnios não existiam e que os supostos chifres de unicórnio eram na verdade de Narval. Ao mesmo tempo todavia, se perguntava se as supostas propriedades como antídoto associadas aos chifres de unicórnio seguiam sendo certas, realizando por isso primitivos experimentos nos quais envenenava animais domésticos e logo lhes forneciam chifre de narval (o veneno devia ser muito fraco pois os animais se recuperavam). Outras investigações empíricas que realizou incluíam demonstrar que os lêmingues eram roedores e não, como alguns pensavam, se geravam de forma espontânea pelo ar. Também proporcionou os primeiros desenho detalhado de uma ave-do-paraíso mostrando que, apesar das muitas especulações populares no sentido contrário, estas tinham pés, como o resto das aves. A principal utilidade das suas coleções de história natural de Wormius era a pedagogia.